# Víctor Loyola
Víctor Jesús Alfredo Loyola Pando (* 22. Juni 1981 in Santiago) ist ein ehemaliger chilenischer Fußballspieler auf der Position eines Torwarts, der aber auch teilweise als Stürmer eingesetzt wurde.

## Karriere
Víctor Loyola verbrachte fünf Saisons beim CSD Colo-Colo, inklusive eines Leihgeschäfts bei Unión Española. Anschließend wechselte er zu Deportes Puerto Montt. Im Jahr 2006 unterschrieb Loyola bei Santiago Morning. Am 25. November 2009 erzielte er als eingewechselter Stürmer in der letzten Minute des Auswärtsspiels im Clausura gegen Audax Italiano, bei dem er zuvor auf Leihbasis gespielt hatte, per Kopf den Anschlusstreffer und sorgte so für das Weiterkommen seines Teams in das Halbfinale. Santiago Morning verlieh Loyola 2010 an den CD Cobreloa. Am 22. Mai 2011 erzielte er für Santiago Morning als Torwart erneut gegen einen Ex-Klub, diesmal Cobreloa, den Ausgleich für sein Team. Anschließend spielte er in der Clausura 2011 als Stürmer.
Loyola zog sich Mitte 2012 im Alter von 31 Jahren aufgrund zahlreicher Rückenprobleme vom Profifußball zurück und wurde auf Amateurebene Fußballtrainer.

## Erfolge
Colo-Colo
- Chilenischer Meister: 2002-C